# Incuna
INCUNA (Asociación Arqueología Industrial, Patrimonio Cultural y Natural. Máximo Fuertes Acevedo) es una entidad sin ánimo lucro y organización no gubernamental fundada en el Principado de Asturias que aspira a agrupar en sí misma a todas las personas interesadas en la protección, estudio y fomento del patrimonio industrial a partir de los siguientes objetivos: conocer y divulgar la arqueología industrial y los museos vinculados a su preservación y promoción, y conocer y divulgar los aspectos históricos de la arqueología industrial y de los citados museos.
Incuna basa su actuación en diversos grupos de trabajo con un coordinador al frente del trabajo realizado: "Arte e Industria", "Archivos y Patrimonio Industrial", "Patrimonio Industrial, Metalúrgico y Siderúrgico", "Arquitectura Industrial".
Tiene su sede en Gijón (Asturias, España) y organiza cada año, desde 1999, en el mes de setiembre unas jornadas internacionales de patrimonio industrial que cuenta con expertos de todo el mundo. Con la editorial CICEES publica frecuentemente obras de investigación sobre patrimonio e historia industrial y colabora con otras tantas publicaciones de Europa y América.
Las jornadas realizadas desde sus inicios en 1999 están recogidas en publicaciones en varios formatos, libros, artículos, comunicaciones técnicas o audiovisuales.

## XVII Jornadas Internacionales de Patrimonio Industrial Incuna
Incuna celebró las XVII Jornadas Internacionales de Patrimonio Industrial en 2015. Las jornadas se inauguraron con una conferencia de Marian Álvarez-Buylla sobre la rehabilitación de la prisión de Ávila con la adaptación necesaria para acoger un nuevo uso como archivo de documentación histórica.

## XXII Jornadas Internacionales de Patrimonio Industrial
Incuna celebró las XXII Jornadas Internacionales de Patrimonio Industrial del 23 al 26 de septiembre de 2020 en Gijón. Este evento se celebró online y presencial, un formato mixto debido a la pandemia del COVID-19. Las sedes fueron el Centro de Cultura Antiguo Instituto Jovellanos y la Escuela de Comercio de Gijón. Participaron representantes de diecinueve países. Entre otros, participaron Miles Oglethorpe, Mark Watson, Marion Steiner, Cristina Menegelho, Edoardo Cerrá, Jörg Schöeder, Ainara Martínez, Inmaculada Aguilar, Julián Sobrino, Miguel Álvarez Areces, Aristides Sapounakis, Javier Fernández López, Mónica Ferrari. Destacaron que son las únicas jornadas sobre patrimonio industrial que se están celebrando de forma continuada desde 1999.
En las jornadas se presentaron ponencias y comunicaciones técnicas sobre las temáticas transversales de arquitectura, memoria y tecnología, con la transversalidad que incluye las visión de sostenibilidad y eficiencia energética.

## Publicaciones
- 2015 Espacios industriales abandonados: gestión del patrimonio y el medio ambiente, INCUNA Asociación de Arqueología Industria, editor y coordinador, Miguel Ángel Álvarez Areces.[7]
- 2019 Resiliencia, innovación y sostenibilidad en el patrimonio industrial.[8]